# Hannelore Anke
Hannelore Anke (República Democrática Alemana, 8 de diciembre de 1957) es una nadadora alemana retirada especializada en pruebas de estilo braza, donde consiguió ser campeona olímpica en 1976 en los 100 metros.

## Carrera deportiva
En los Juegos Olímpicos de Montreal 1976 ganó la medalla de braza en los 100 metros braza, con un tiempo de 1:11.16 segundos, y oro en 4 x 100 metros estilos, por delante de Estados Unidos y Canadá.
Y en el Campeonato Mundial de Natación de 1973 celebrado en Belgrado ganó la plata en 200 metros braza, y dos años después, en el Campeonato Mundial de Natación de 1975 celebrado en Cali ganó tres oros: 100 y 200 metros braza, y relevos de 4 x 100 metros estilos.